# Dystrykt Gbeapo
Dystrykt Gbeapo – dystrykt w hrabstwie River Gee, we wschodniej części Liberii. 
Położony jest 330 km na wschód od stolicy kraju – Monrovii, oddalony 18 km od siedziby administracyjnej hrabstwa River Gee, miasta Fish Town.  

## Demografia
Według spisu ludności z 2008 roku jednostka liczyła sobie 10 719 mieszkańców. Natomiast według spisu ludności przeprowadzonego w 2022 roku, dystrykt ma populację liczącą 19 615 mieszkańców, co czyni go drugim co do wielkości zaludnienia dystryktem w hrabstwie.
Dane z 2008:
| Opis      | Ogółem | Ogółem | Mężczyźni | Mężczyźni | Kobiety | Kobiety |
| --------- | ------ | ------ | --------- | --------- | ------- | ------- |
| Jednostka | osób   | %      | osób      | %         | osób    | %       |
| Populacja | 10 719 | 100    | 5 744     | 53,6      | 4 975   | 46,4    |

Dane z 2022:
| Opis      | Ogółem | Ogółem | Mężczyźni | Mężczyźni | Kobiety | Kobiety |
| --------- | ------ | ------ | --------- | --------- | ------- | ------- |
| Jednostka | osób   | %      | osób      | %         | osób    | %       |
| Populacja | 19 615 | 100    | 10 007    | 51        | 9 608   | 49      |

## Sąsiednie dystrykty
Chedepo, Karforh, Nanee, Nyenawliken, Potupo